# Pierre Andoche Febvre
Pour les articles homonymes, voir Febvre.
Pierre Andoche Febvre est un homme politique français né le 9 octobre 1773 à Avallon (Yonne) et décédé le 6 décembre 1854 à Avallon.

## Biographie
Avocat à Avallon et commandant de la garde nationale, il est député de l'Yonne en 1815, lors des Cent-Jours.

## Sources
- « Pierre Andoche Febvre », dans Adolphe Robert et Gaston Cougny, Dictionnaire des parlementaires français, Edgar Bourloton, 1889-1891 [détail de l’édition]